# Sölvesborgsvikens naturreservat
Sölvesborgsvikens naturreservat är ett naturreservat och Natura 2000-område i inre delen av Sölvesborgsviken i Sölvesborgs kommun, Blekinge.
Sölvesborgsvikens naturreservat bildades 1939 som ”naturminnesmärke” för att ge skydd åt fågellivet i den inre delen av viken. År 1964 ombildades naturminnesmärket till naturreservat. Området ombildades ännu en gång år 2017 och blev då naturreservat och natura2000 område. Området är avsatt för att skydda de förekommande fåglarna.
Lindholmen är en ö som ingår i naturreservatet Sölvesborgsviken. Sedan 2013 så kan man nå ön via Sölvesborgsbron.
Kaninholmen är en ö som ingår i naturreservatet Sölvesborgsviken. Sedan 2013 så kan man nå ön via Sölvesborgsbron.
Rådmansholmarna är ett särskilt utmärkt fågelskyddsområde inom Sölvesborgsvikens naturreservat.